# أندريه لومامي
أندريه لومامي (بالإنجليزية: Andre Lomami) (6 أغسطس 1987 برواندا - ) هو لاعب كرة قدم رواندي في مركز الهجوم. شارك مع منتخب رواندا لكرة القدم. أما مع النوادي، فقد لعب مع نادي الجيش الوطني الرواندي ونادي شكينديا وATRACO F.C. ‏ وPolice F.C. (Rwanda) ‏.

## روابط خارجية
- أندريه لومامي على موقع قاعدة بيانات كرة القدم.إي يو (الإنجليزية)
- أندريه لومامي على موقع ناشيونال فوتبول تيمز (الإنجليزية)
- أندريه لومامي على موقع Soccerway.com (الإنجليزية)